# Medal Australijski Aktywnej Służby 1945–1975
Medal Australijski Aktywnej Służby 1945–1975 (ang. Australian Active Service Medal 1945–1975) – australijski medal wojskowy nadawany za udział w działaniach bojowych wojsk australijskich od końca II wojny światowej do 1975.

## Charakterystyka
To odznaczenie państwowe zostało ustanowione przez rząd australijski, a jego statut ukazał się w dniu 19 stycznia 1979 roku.
W hierarchii australijskich odznaczeń zajmuje miejsce po Medalu Australijskim Służby 1939–1945, a przed brytyjskim Medalem Korei (nadanym do 5 października 1992), albo przed australijskim Medalem Wietnamu.
Medal jest nadawany członkom sił zbrojnych Australii, którzy w latach 1945–1975 uczestniczyli w operacjach wojskowych i brali czynny udział w walkach w czasie: 
- wojny koreańskiej (1 lipca 1950 – 27 lipca 1953)
- walk na terenie Malajów (16 czerwca 1948 – 31 lipca 1960)
- Malezja
  - walk na terenie Brunei, północnego Borneo i Sarawaku (8 grudnia 1962 – 23 grudnia 1962)
  - walk na terenie Sabahu, Sarawaku i Brunei (24 grudnia 1962 – 11 sierpnia 1966)
  - walk na terenie Półwyspu Malajskiego i Singapuru (17 sierpnia 1964 – 11 sierpnia 1966)
- Tajlandia
  - działań na terenie bazy lotniczej RAAF w Ubon Ratchathani (25 czerwca 1965 – 31 sierpnia 1968)
  - działań 2 pułku polowego saperów w operacji „Crown” (25 czerwca 1965 – 31 sierpnia 1968)
- Tajlandia – Malaje
  - udział w działaniach powietrznych i lądowych w ramach operacji antyterrorystycznych (1 sierpnia 1960 – 31 grudnia 1964)
  - działań lotniczych RAAF (17 sierpnia 1964 – 30 marca 1966)
- wojna wietnamska
  - nagrodzeni Medalem Służby Ogólnej  z okuciem Wietnam Południowy (24 grudnia 1962 – 28 maja 1964)
  - nagrodzeni Medalem Wietnamu (29 maja 1964 – 27 stycznia 1973)
  - nagrodzeni Medalem Logistyki i Wsparcia Wietnamu (29 maja 1964 – 27 stycznia 1973)

Medal nadawany jest wraz z okuciami oznaczającymi rejon walk w których brał udział nagrodzony.
Łącznie do dnia 30 czerwca 2010 roku nadano 70 829 tych medali.

## Opis odznaki
Odznakę medalu stanowi okrągły medal o średnicy 38 mm wykonany ze stopu niklu i srebra, zwieńczonego koroną św. Edwarda.
Na awersie wzdłuż krawędzi znajduje się napis THE AUSTRALIAN ACTIVE SERVICE MEDAL 1945–1975. W środku natomiast znajduje się Gwiazda Federacji.
Na rewersie wzdłuż krawędzi znajduje się wieniec z liści Acacia pycnantha, w środku jest prostokątny wypukły pasek.
Medal zawieszony jest na wstążce szer. 38 mm. Na środku znajduje się wąski czerwony pasek, po bokach takie same paski koloru żółtego, następnie szersze koloru niebieskiego, ciemnozielonego i fioletowe.
Na wstążce umieszczane są okucia z wykonane ze stopu niklu i srebra z napisami:
- Korea (ustanowione 10 lutego 1998)
- Malaya (ustanowione 27 stycznia 2001)
- Malaysia (ustanowione 23 czerwca 2010)
- Thailand  (ustanowione 19 kwietnia 2011)
- Thai/Malay (ustanowione 28 lutego 2002)
- Vietnam (ustanowione 28 lutego 2002)